# هينريتش هاريز
هينريتش هاريز (بالألمانية: Heinrich Harries)‏ هو عالم عقيدة ومؤلف وكاتب أغاني وكاتب وشاعر ألماني، ولد في 9 سبتمبر 1762 في فلنسبورغ في ألمانيا، وتوفي في 28 سبتمبر 1802 في Brügge ‏ في ألمانيا.